# Прапори на баштах
«Прапори на баштах» (рос. «Флаги на башнях») —  — радянський художній кольоровий фільм, знятий режисером Абрамом Народицьким на Київській кіностудії художніх фільмів ім. О. П. Довженка в 1958 році, за мотивами однойменної повісті А. С. Макаренка. Прем'єра фільму відбулася 28 липня 1958 року.

## Сюжет
Фільм про роль колективу і товариства в долях і вихованні важких підлітків. Дія книги Макаренка розгортається в роки першої п'ятирічки. Країну заполонили безпритульні, які з різних причин потрапили на вулицю. Діти займаються дрібним хуліганством, грабунком і злодійством. На Полтавщині Антон Макаренко з декількома педагогами заснував дитячу трудову колонію. Дороги безпритульних сходяться в трудовій колонії імені Першого травня. Спільне життя змінює їхні характери і перетворює в гідних громадян молодої Радянської Республіки.

## У ролях
- Володимир Ємельянов —   Антон Семенович Макаренко
- Володимир Судьїн —  Ігор
- Костянтин Доронін —  Андрій Воленко
- Ілля Мілютенко —  Рижиков
- Роза Макагонова —  Ванда
- Ада Роговцева —  Оксана Литовченко
- Леонід Бабич —  Ваня Гальченко
- В'ячеслав Косячков —  Філька
- Володимир Улітін —  Володя Бігунок
- Борис Аракелов —  Олексій Зирянський
- Василь Подлєгаєв —  Санчо Зорін
- Павло Шпрингфельд —  Олексій Петрович Чернявін, професор
- Віктор Халатов —  Блюм, педагог
- Олександр Ануров —  Петро Петрович Воргунов, інженер
- Неоніла Гнеповська —  епізод
- Костянтин Кульчицький —  епізод
- Іван Маркевич —  епізод
- Олена Машкара —  педагог
- Юрій Самсонов —  Тимофій
- Георгій Склянський —  Гонтар
- Костянтин Степанков —  педагог
- Анатолій Теремець —  дядько з гаманцем (немає в титрах)
- Валентин Грудінін —  фотокореспондент (немає в титрах)
- Василь Козенко —  епізод (немає в титрах)
- Іван Халаїм —  епізод (немає в титрах)
- Людмила Мерщій —  епізод (немає в титрах)

## Знімальна група
- Режисер-постановник: Абрам Народицький
- Сценарист:  Антон Макаренко, Йосип Маневич
- Оператор: Наум Слуцький
- Композитор: Дмитро Клебанов
- Художник: Вульф Агранов, Олександр Лісенбарт
- Режисери: А. Бочаров
- Комбіновані зйомки: оператор — Олександр Пастухов; художник — Г. Лукашов
- Редактор: Олександр Перегуда
- Звукооператор: Костянтин Коган
- Монтаж: Т. Бикова
- Костюми: О. Лоренс
- Грим: Л. Лісовська
- Консультанти: В. Клюшник, В. Терський
- Текст пісні: Л. Козир
- Директор картини: А. Демченко